# حرب الاستقلال الكرواتية

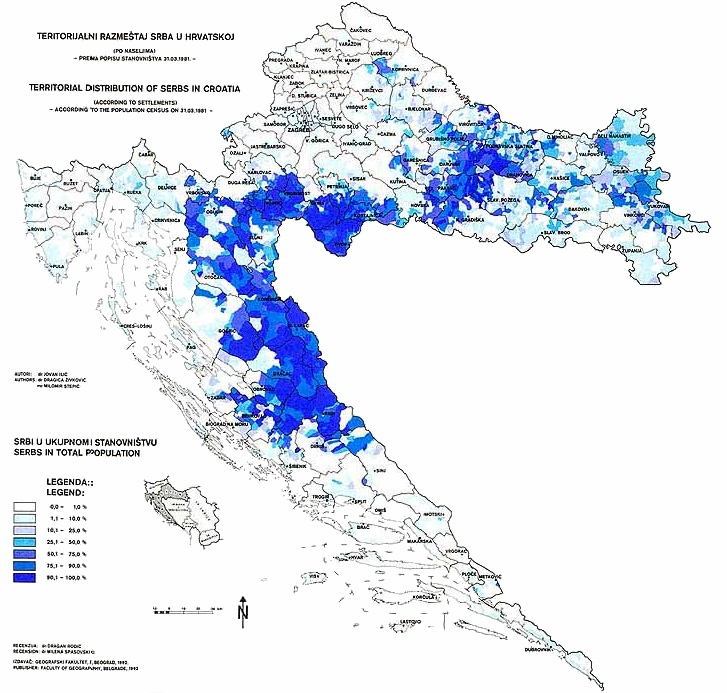
المناطق التي يسكنها الصرب في كرواتيا (وفقا لتعداد عام 1981)

حرب الاستقلال الكرواتية هي حرب نشبت خلال أعوام 1991 حتى 1995 بين القوات الموالية للحكومة الكرواتية التي أعلنت استقلالها عن يوغسلافيا وبين الجيش الشعبي اليوغسلافي الذي يسيطر عليه الصرب.

## اندلاع الحرب
بدأت الحرب بين قوات الشرطة الكرواتية والصرب القاطنين في جمهورية كرواتيا اليوغسلافية، ومع قيام الجيش الشعبي اليوغسلافي بزيادة التأثير الصربي في بلغراد أرادوا للصرب في كرواتيا القتال، الجانب الكرواتي كان يسعى لتأسيس دوله خارج النطاق اليوغسلافي بينما كان الصرب في يوغسلافيا ضد الانفصال مسانديين من قبل صربيا، يسعون بجهد لإيجاد حدود في داخل كرواتيا بأغلبية صربية أو باعتبارهم أكبر أقلية أو بالاستيلاء على أكبر جزء ممكن من كرواتيا، حيث أن الكروات ترجموا ذلك بمحاولات الصرب لبناء دولة صربيا الأكبر.
في قرار آخر للقائد الصربي ميلان مارتج والذي تواطأ مع سلوبودان ميلوسوفيتش لبناء دولة صربيا الموحدة.
في بداية الحرب حاول الجيش الشعبي اليوغسلافي ابقاء كرواتيا كلها تحت سيطرته باحتلالها، لكن بعد فشله بالقيام بذلك قام بتأسيس كراجينا الصربية، في نهاية عام 1991 كانت كرواتيا قد تأثرت بشكل كبير وعدد كبير من المدن والقرى الكرواتية دُمرت في العمليات القتالية، وتسببت بآلالاف اللاجئين.
بعد توقف القتال في يناير 1992 والاعتراف الدولي بكرواتيا، تدخلت قوات الحماية للامم المتحدة فأصبح القتال متقطع بصورة أكثر ثم قامت كرواتيا بعمليتين حاسمتين هي عملية البرق وعملية العاصفة والتي أنهت الحرب لصالحها، وضمت المنطقة التي تسيطر عليها الأمم المتحدة في عام 1998.

## القوات العسكرية

### قوات الجيش الشعبي الصربي ويوغوسلافيا
تشكل جيش يوغوسلافيا الشعبي في البداية خلال الحرب العالمية الثانية لتنفيذ حرب العصابات ضد دول المحور المحتلة. أدى نجاح الحركة الحزبية إلى قيام الجيش اليوغوسلافي الشعبي بالاعتماد بجزء كبير من استراتيجيته في العمليات على حرب العصابات، فقد كانت خططها تتضمن عادة الدفاع ضد هجمات حلف الناتو أو حلف وارسو، وكانت تضع الأنواع الأخرى من الحرب الجيش اليوغوسلافي الشعبي في موقف ضعيف نسبيًا. أدى هذا النهج إلى الحفاظ على نظام الدفاع الإقليمي.
على الورق، بدا جيش يوغوسلافيا الشعبي قوة كبيرة، مع 2000 دبابة و300 طائرة نفاثة (معظمها سوفيتية أو محلية الصنع). ومع ذلك، بحلول عام 1991، كان عمر غالبية هذه المعدات 30 عامًا، وكانت القوة تتكون أساسًا من دبابات T-54/55 وطائرة MiG-21 ومع ذلك، امتلك الجيش الشعبي حوالي 300 دبابة M-8 (التي كانت النسخة اليوغوسلافية من الدبابات الروسية T-72) وأسطولًا كبيرًا من طائرات الهجوم الأرضي، وتضمن التسلح صواريخ موجهة من طراز AGM-65 مافريك. على النقيض من ذلك، كانت الصواريخ الحديثة المضادة للدبابات الرخيصة مثلAT-5)) والصواريخ المضادة للطائرات مثل (SA-14) وفيرة ومصممة لتدمير أسلحة أكثر تقدمًا. قبل الحرب، كان لدى جيش يوغوسلافيا الشعبي 169 ألف جندي نظامي، بما في ذلك 70 ألف ضابط محترف. تسبب القتال في سلوفينيا بفرار عدد كبير من الأشخاص من الخدمة، ورد الجيش بتعبئة قوات الاحتياط الصربية. ما يقرب من 100000 شخص تهرب من التجنيد، وأثبت المجندون الجدد أنهم قوة قتالية غير فعالة. لجأ جيش يوغوسلافيا الشعبي إلى الاعتماد على الميليشيات غير النظامية. استُخدمت الوحدات شبه العسكرية مثل النسور البيضاء والحرس الصربي ودوسان سيلني والحرس المتطوع الصربي، التي ارتكبت عددًا من المذابح ضد المدنيين الكروات وغيرهم من غير الصرب، بشكل متزايد من قبل القوات اليوغوسلافية والصربية. كان هناك أيضًا مقاتلون أجانب يدعمون جيش كرابينا الصربي، ومعظمهم من روسيا. مع انسحاب قوات جيش يوغوسلافيا الشعبي في عام 1992، أعيد تنظيم وحدات الجيش باسم جيش كرابينا الصربي، الذي كان الوريث المباشر لتنظيم جيش يوغوسلافيا الشعبي، مع إضافة بعض التحسينات الطفيفة.
بحلول عام 1991، سيطر الصرب والجبل الأسود على سلاح ضباط جيش يوغوسلافيا الشعبي. كانوا ممثلين بشكل زائد في المؤسسات الفيدرالية اليوغوسلافية، وخاصة الجيش. كان 57.1% من ضباط الجيش اليوغوسلافي من الصرب، بينما شكل الصرب 36.3% من سكان يوغوسلافيا. ولوحظ نسب مشابها تعود إلى عام 1981. على الرغم من أن الشعبين مجتمعين يشكلان 38.8% من سكان يوغوسلافيا، فإن 70% من جميع ضباط وصف ضباط جيش يوغوسلافيا الشعبي كانوا إما من الصرب أو من الجبل الأسود. في عام 1991، صدرت تعليمات لجيش يوغوسلافيا الشعبي باستبعاد الكروات والسلوفينيين من الجيش.

### القوات الكرواتية
كان الجيش الكرواتي في حالة أسوأ بكثير من حالة الصرب. في المراحل الأولى من الحرب، أدى نقص الوحدات العسكرية إلى تحمل قوة الشرطة الكرواتية وطأة القتال. تشكل الحرس الوطني الكرواتي، والجيش الكرواتي الجديد، في 11 أبريل 1991، وتطور تدريجياً إلى الجيش الكرواتي بحلول عام 1993. كان هناك نقص في الأسلحة، وكانت العديد من الوحدات إما غير مسلحة أو كانت مجهزة ببنادق قديمة من حقبة الحرب العالمية الثانية. لم يكن لدى الجيش الكرواتي سوى عدد قليل من الدبابات، بما في ذلك المركبات الفائضة منذ الحرب العالمية الثانية مثل T-34، وكان سلاحه الجوي في حالة أسوأ من ذلك أيضًا، فقد كان يتألف من عدد قليل من طائرات من طراز أنتونوف An-2 التي كان يُلقى من خلالها قنابل بدائية.
في أغسطس 1991، كان لدى الجيش الكرواتي أقل من 20 لواء. بعد بدء التعبئة العامة في أكتوبر، زاد حجم الجيش إلى 60 لواء و37 كتيبة مستقلة بحلول نهاية العام. في عامي 1991 و1992، دُعمت كرواتيا أيضًا بـ 456 مقاتلاً أجنبيًا، بما في ذلك بريطانيين (139) وفرنسيين (69) وألمان (55). ساعد الاستيلاء على ثكنات جيش يوغوسلافيا الشعبي بين سبتمبر وديسمبر في التخفيف من النقص في المعدات الكرواتية. بحلول عام 1995، تحول ميزان القوى بشكل كبير. كانت القوات الصربية في كرواتيا والبوسنة والهرسك قادرة على نشر ما يقدر بنحو 130000 جندي. وكان يمكن للجيش الكرواتي ومجلس الدفاع الكرواتي وجيش جمهورية البوسنة والهرسك إرسال قوة مشتركة قوامها 250000 جندي و570 دبابة.

## دور صربيا

### خلال الحرب
في حين لم تعلن صربيا وكرواتيا الحرب على بعضهما البعض، شاركت صربيا بشكل مباشر وغير مباشر في الحرب من خلال عدد من الأنشطة. كان تدخلها الأول دعمًا ماديًا لجيش يوغوسلافيا الشعبي. بعد استقلال جمهوريات مختلفة عن جمهورية يوغوسلافيا الاتحادية الاشتراكية، قدمت صربيا الجزء الأكبر من القوى العاملة والتمويل الذي ركز على المجهود الحربي من خلال السيطرة الصربية على الرئاسة اليوغوسلافية ووزارة الدفاع الفيدرالية. دعمت صربيا بنشاط مختلف وحدات المتطوعين شبه العسكرية من صربيا التي كانت تقاتل في كرواتيا. على الرغم من عدم وقوع قتال فعلي على الأراضي الصربية أو الجبل الأسود، فإن تورطهما كان واضحًا من خلال الحفاظ على معسكرات الاعتقال في صربيا والجبل الأسود، والتي أصبحت أماكن ارتكبت فيها عدد من جرائم الحرب.
كشفت محاكمة ميلوسوفيتش في المحكمة الجنائية الدولية ليوغوسلافيا السابقة عن العديد من الوثائق السرية التي بينت تورط بلغراد في الحروب في كرواتيا والبوسنة. أظهرت الأدلة التي قُدّمت في المحاكمة بالضبط كيف مولت صربيا وجمهورية يوغوسلافيا الاتحادية الحرب، وأنهما قدمتا الأسلحة والدعم المادي للصرب البوسنيين والكرواتيين، وأظهرت للعلن الهياكل الإدارية والموظفين الذين كانت مهمتهم دعم جيش صرب البوسنة وصرب كرواتيا. ثبت أن بلغراد، من خلال الحكومة الفيدرالية، مولت أكثر من 90% من ميزانية كرايينا في عام 1993، وأن المجلس الأعلى للدفاع قرر إخفاء المساعدات المقدمة إلى جمهورية صربسكا وكرابينا عن الجمهور، وأن بنك كرايينا الوطني كان يعمل كمكتب فرعي لبنك يوغوسلافيا الوطني، وبحلول مارس 1994، استخدمت جمهورية يوغوسلافيا وكرابينا وجمهورية صربسكا عملة واحدة. أظهرت وثائق عديدة دمج فروع دائرة المحاسبة العامة في كرايينا في نظام المحاسبة بصربيا في مايو 1991، وأن تمويل كرايينا وجمهورية صربسكا تسبب في تضخم مفرط في جمهورية يوغوسلافيا الاتحادية. كشفت المحاكمة أن جيش يوغوسلافيا الشعبي ووزارة الداخلية الصربية وكيانات أخرى (بما في ذلك الجماعات المدنية الصربية والشرطة) قاموا بتسليح المدنيين الصرب ومجموعات الدفاع الإقليمية المحلية في جمهورية صربسكا قبل تصاعد النزاع.
في عام 1993، ذكرت وزارة الخارجية الأمريكية أنه بعد عمليات جيبماسلينيكا وميداك، أرسلت السلطات في صربيا أعدادًا كبيرة من المتطوعين إلى الأراضي التي يسيطر عليها الصرب في كرواتيا للقتال. أدلى سكرتير سابق للزعيم العسكري الصربي زيليكو رايناتوفيتش بشهادته في لاهاي، مؤكدًا أن راتوفيتش أخذ أوامره وأمواله مباشرة من الشرطة السرية التي يديرها ميلوسوفيتش.
انعكست هذه السيطرة على المفاوضات التي أجريت في أوقات مختلفة بين السلطات الكرواتية وجمهورية كرابينا الصربية، فقد استشارت جمهورية كرابينا الصربية القيادة الصربية تحت قيادة ميلوسوفيتش بانتظام، وكثيرًا ما اتخذت القرارات بالنيابة عنها. وقع وزير جمهورية صربسكا اتفاقية إردوت التي أنهت الحرب بناءً على تعليمات من ميلوسوفيتش. ثبتت درجة سيطرة صربيا على جمهورية يوغوسلافيا الاتحادية الاشتراكية وفيما بعد جمهورية صربسكا من خلال الشهادات أثناء محاكمة ميلوسوفيتش في المحكمة الجنائية الدولية ليوغوسلافيا السابقة.
وبحسب ما ورد استُخدمت وسائل الإعلام التي تديرها الدولة في صربيا للتحريض على النزاع وإثارة الموقف، وأيضًا لنشر معلومات كاذبة حول الحرب وحالة الاقتصاد الصربي.
بعد صعود القومية والتوترات السياسية بعد وصول سلوبودان ميلوسوفيتش إلى السلطة، بالإضافة إلى اندلاع الحروب اليوغوسلافية، تطورت العديد من الحركات المناهضة للحرب في صربيا. حدثت الاحتجاجات المناهضة للحرب في بلغراد بسبب معارضة معركة فوكوفار وحصار دوبروفنيك، بينما طالب المتظاهرون بإجراء استفتاء على إعلان الحرب وتعطيل التجنيد العسكري. تشير التقديرات إلى أن ما بين 50000 و200000 شخصًا فروا من الجيش الشعبي اليوغوسلافي الذي يسيطر عليه ميلوسوفيتش أثناء الحروب، بينما هاجر ما بين 100000 إلى 150.000 شخص من صربيا رافضين المشاركة في الحرب. وفقًا للبروفيسور رينو دي لا بروس، كبير المحاضرين في جامعة ريمس وشاهد من قبل المحكمة الجنائية الدولية ليوغوسلافيا السابقة: «من المدهش كم كانت مقاومة الصرب لدعاية ميلوسوفيتش كبيرة، فقد كان وصول الأخبار المخالفة له ضعيف جدًا». بحلول أواخر ديسمبر 1991، بعد أكثر من شهر بقليل من إعلان النصر في فوكوفار، وجدت استطلاعات الرأي أن 64% من الصرب أرادوا إنهاء الحرب على الفور و27% فقط كانوا يريدونها أن تستمر.

## النتيجة
انتهت الحرب بنصر كرواتي حيث أن الكروات حققوا ما اعلنوا عنه في بداية الحرب:
- الاستقلال
- المحافظة على حدودها

بالرغم من أن جزء كبير من كرواتيا دُمر ودُمر اقتصادها بنسبة 21-25%, إضافة إلى الاجئين من كلا الطرفين الكرواتي والصربي، كرواتيا في بداية الحرب وصربيا في نهايتها.

### استشهادات
1. ↑  Stephen Engelberg (3 مارس 1991). "Belgrade Sends Troops to Croatia Town". The New York Times. مؤرشف من الأصل في 2018-09-30. اطلع عليه بتاريخ 2010-12-11.
2. ↑  Chuck Sudetic (1 أبريل 1991). "Deadly Clash in a Yugoslav Republic". The New York Times. مؤرشف من الأصل في 2019-02-07. اطلع عليه بتاريخ 2010-12-11.
3. ↑  Dean E. Murphy (8 أغسطس 1995). "Croats Declare Victory, End Blitz". Los Angeles Times. مؤرشف من الأصل في 2018-10-12. اطلع عليه بتاريخ 2010-12-18.
4. ↑  Chris Hedges (12 نوفمبر 1995). "Serbs in Croatia Resolve Key Issue by Giving up Land". The New York Times. مؤرشف من الأصل في 2019-03-29. اطلع عليه بتاريخ 2010-12-18.
5. ↑  Final report of the United Nations Commission of Experts established pursuant to security council resolution 780 (1992) (28 ديسمبر 1994). "The military structure, strategy and tactics of the warring factions". University of the West of England. مؤرشف من الأصل في 2011-02-07. اطلع عليه بتاريخ 2011-01-20.{{استشهاد ويب}}:  صيانة الاستشهاد: أسماء عددية: قائمة المؤلفين (link)
6. ↑  "Final report of the United Nations Commission of Experts, established pursuant to UN Security Council resolution 780 (1992), Annex III.A Special forces; Under the Direction of: M. Cherif Bassiouni; S/1994/674/Add.2 (Vol. IV)". جامعة غرب إنجلترا. 27 مايو 1994. مؤرشف من الأصل في 2010-10-20. اطلع عليه بتاريخ 2010-10-20.
7. ↑  Stephen Engelberg (23 ديسمبر 1991). "Yugoslav Ethnic Hatreds Raise Fears of a War Without an End". The New York Times. مؤرشف من الأصل في 2021-03-08. اطلع عليه بتاريخ 2010-12-16.
8. 1 2  Chuck Sudetic (3 يناير 1992). "Yugoslav Factions Agree to U.N. Plan to Halt Civil War". The New York Times. مؤرشف من الأصل في 2021-03-08. اطلع عليه بتاريخ 2010-12-16.
9. ↑  "Izjava Na Osnovu Pravila 89 (F)" [Statement Pursuant to Rule 89 (F)] (بالصربية). International Criminal Tribunal for the former Yugoslavia. 16 Nov 2003. Archived from the original on 2021-02-25. Retrieved 2011-01-18. Milošević and I resolutely requested the following from Kadijević: 1. Respond to the Slovenes vigorously using all means including the air force, they must absolutely no longer be allowed to disrespect the Yugoslav People's Army. Then withdraw from Slovenia. We shall make a timely decision on that matter. In that way army morale shall be improved, Croatia shall be scared and Serbian people calmed. 2. The main YPA forces shall be grouped on Karlovac-Plitvice [Lakes] line to the West; Baranja, Osijek, Vinkovci – Sava [River] to the East and Neretva [River] in the South. In that way all territories inhabited by Serbs shall be covered until the final resolution, that is until the people freely decides in a referendum. 3. Completely eliminate Croats and Slovenes from the army.
10. ↑  Georg Mader (2006). "Croatia's embargoed air force". World Air Power Journal. London, UK: Aerospace Publishing. ج. 24 ع. Spring: 145. ISBN:1-874023-66-2.
11. ↑  حرب الاستقلال الكرواتية, p. 562
12. 1 2  حرب الاستقلال الكرواتية, p. 452
13. ↑  "Dubrovačka biskupija" [Dubrovnik Diocese] (بالكرواتية). Croatian Bishops' Conference. Archived from the original on 2021-03-03. Retrieved 2011-01-20. Biskupija danas obuhvaća 1368 km2. ... Pola biskupije bilo je okupirano. [Today, the Diocese encompasses 1,368 km2. ... A half of the Diocese was occupied.]
14. ↑  Carol J. Williams (9 مايو 1992). "Non-Serbs in Croatian Zone Forced to Leave". The New York Times. مؤرشف من الأصل في 2016-03-04. اطلع عليه بتاريخ 2010-12-16.
15. ↑  Carol J. Williams (29 يناير 1992). "Roadblock Stalls U.N.'s Yugoslavia Deployment". Los Angeles Times. مؤرشف من الأصل في 2016-04-28. اطلع عليه بتاريخ 2010-12-16.
16. ↑  "Final report of the United Nations Commission of Experts, established pursuant to the UN Security Council Resolution 780 (1992), Annex VIII—Prison camps; Under the Direction of: M. Cherif Bassiouni; S/1994/674/Add.2 (Vol. IV)". جامعة غرب إنجلترا. 27 مايو 1994. مؤرشف من الأصل في 2010-10-22. اطلع عليه بتاريخ 2010-10-20.

### عامة
- Barić, Nikica (2005). Srpska pobuna u Hrvatskoj: 1990–1995 [تمرد الصرب في كرواتيا: 1990–1995] (بالكرواتية). زغرب: Golden marketing-Tehnička knjiga. ISBN:9789532122497. Archived from the original on 2012-03-21.
- Bjelajac، Mile؛ Žunec، Ozren (2009). "The War in Croatia, 1991–1995". في Ingrao، Charles W.؛ Emmert، Thomas Allan (المحررون). Confronting the Yugoslav Controversies: a Scholars' Initiative (PDF). Purdue University Press. ISBN:1557535337. مؤرشف من الأصل (PDF) في 2019-02-07. {{استشهاد بكتاب}}: الوسيط author-name-list parameters تكرر أكثر من مرة (مساعدة)
- Blaskovich، Jerry (1997). Anatomy of Deceit: An American Physician's First-Hand Encounter with the Realities of the War in Croatia. Dunhill Publishing. ISBN:9780935016246. مؤرشف من الأصل في 2014-12-18.
- Beljo، Ante (1992). Greater Serbia: From Ideology to Aggression. Croatian Information Centre. ISBN:9780919817302. مؤرشف من الأصل في 2012-03-21.
- Bucknam، Mark (2003). Responsibility of Command. Maxwell Air Force Base: Air University Press. ISBN:1-58566-115-5. OCLC:52199670.
- Burg، Steven L.؛ Shoup، Paul S. (2000). The War in Bosnia-Herzegovina: Ethnic Conflict and International Intervention. M.E. Sharpe. ISBN:9781563243097. مؤرشف من الأصل في 2019-02-16.
- Dominelli، Lena (2007). Revitalising Communities in a Globalising World. Ashgate Publishing. ISBN:9780754644989. مؤرشف من الأصل في 2014-12-18.
- Doder، Dusko؛ Branson، Louise (1999). Milosevic: Portrait of a Tyrant. سايمون وشوستر. ISBN:9780684843087. مؤرشف من الأصل في 2014-12-18.
- Finlan، Alastair (2004). The Collapse of Yugoslavia, 1991–1999. Osprey Publishing. ISBN:9781841768052. مؤرشف من الأصل في 2014-12-18.
- Frucht، Richard C. (2005). Eastern Europe: An Introduction to the People, Lands, and Culture. ABC-CLIO. ISBN:9781576078006. مؤرشف من الأصل في 2019-11-29.
- Goldstein، Ivo (1999). Croatia: A History. C. Hurst & Co. Publishers. ISBN:9781850655251. مؤرشف من الأصل في 2018-06-16.
- Hanson، Alan (2000). "Croatian Independence from Yugoslavia, 1991–1992" (PDF). في Greenberg، Melanie C.؛ Barton، John H.؛ McGuinness، Margaret E. (المحررون). Words Over War, Mediation and Arbitration to Prevent Deadly Conflict (PDF). رومان آند ليتل فيلد  [لغات أخرى]‏. ISBN:0-8476-9892-0. مؤرشف من الأصل (PDF) في 2009-01-03.{{استشهاد بكتاب}}:  صيانة الاستشهاد: علامات ترقيم زائدة (link)
- Kadijević, Veljko (1993). Moje viđenje raspada: vojska bez države [My View of Dissolution: an Army Without a State] (بالصربية). Belgrade: Politika. ISBN:9788676070473. Archived from the original on 2014-12-18.
- Kovačević, Drago; Linta, Miodrag (2003). Kavez: Krajina u dogovorenom ratu [Cage: Krajina in an Arranged War] (بالصربية). Belgrade: Srpski demokratski forum. ISBN:9788683759040. Archived from the original on 2019-02-07.
- Mann، Michael (2005). The Dark Side of Democracy: Explaining Ethnic Cleansing. Cambridge University Press. ISBN:9780521538541. مؤرشف من الأصل في 2014-12-18.
- Mesić، Stjepan (2004). The Demise of Yugoslavia: A Political Memoir. Central European University Press. ISBN:9789639241817. مؤرشف من الأصل في 2019-02-07.
- Meštrović، Stjepan Gabriel (1996). Genocide After Emotion: The Postemotional Balkan War. Routledge. ISBN:9780415122948. مؤرشف من الأصل في 2019-02-07.
- Europa Publications Limited، Marko (1998). "Croatia – The Economy". Eastern Europe and the Commonwealth of Independent States. London: روتليدج. ISBN:9781857430585. مؤرشف من الأصل في 2019-11-29. {{استشهاد بكتاب}}: الوسيط |الأخير= و|مؤلف= تكرر أكثر من مرة (مساعدة)
- Nation، R. Craig (2004). War in the Balkans, 1991–2002. Lightning Source. ISBN:9781410217738. مؤرشف من الأصل في 2012-03-21.
- Ramet، Sabrina P. (2006). The Three Yugoslavias: State-Building and Legitimation, 1918–2005. مطبعة جامعة إنديانا. ISBN:9780253346568. مؤرشف من الأصل في 2016-04-02.
- Sekulić, Milisav (2000). Knin je pao u Beogradu [Knin Fell in Belgrade] (بالصربية). Nidda Verlag. UDK: 3 355.45(497.5-074)"1991/1995". Archived from the original on 2019-02-07.
- Shawcross، William (2001). Deliver Us From Evil: Peacekeepers, Warlords and a World of Endless Conflict. سايمون وشوستر. ISBN:0743225775. مؤرشف من الأصل في 2019-02-16.
- Silber، Laura؛ Little، Allan (1996). The Death of Yugoslavia. دار بنجوين للنشر. ISBN:0140261680. مؤرشف من الأصل في 2014-12-18.
- Silber، Laura؛ Little، Allan (1997). Yugoslavia: Death of a Nation. دار بنجوين للنشر. ISBN:9780140262636. مؤرشف من الأصل في 2014-12-18.
- Thomas، Nigel (2006). The Yugoslav Wars: Slovenia & Croatia 1991–95. Osprey Publishing. ISBN:9781841769639. مؤرشف من الأصل في 2014-12-18.
- Vrcelj, Marko (2002). Rat za Srpsku Krajinu: 1991–1995 [War for Serbian Krajina: 1991–1995] (بالصربية). Belgrade: Srpsko kulturno društvo "Zora". ISBN:9788683809066. Archived from the original on 2019-02-07.
- Wertheim، Eric (2007). Naval Institute Guide to Combat Fleets of the World: Their Ships, Aircraft, and Systems. Naval Institute Press. ISBN:9781591149552. مؤرشف من الأصل في 2014-12-18.
- اتحاد أوروبا الغربية (1986). Proceedings—Assembly of Western European Union: Actes officiels—Assemblée de l'Union de l'europe. جامعة فرجينيا. مؤرشف من الأصل في 2014-12-18.
- Zimmermann، Warren (1999). War in the Balkans: A Foreign Affairs Reader. Council on Foreign Relations. ISBN:9780876092606. مؤرشف من الأصل في 2012-03-21.

## وصلات خارجية
- Croatian War of Independence على مشروع الدليل المفتوح
- Sense Tribunal coverage of ICTY and ICJ proceedings
- War Photo Limited – Images of the war
- More images of the war
- "Yugoslavia: Torture and Deliberate and Arbitrary Killings in War Zones". منظمة العفو الدولية. نوفمبر 1991. مؤرشف من الأصل في 2015-02-10.
- "Zloupotreba psihijatrije" [Abuse of Psychiatry]. NIN (بالصربية). Ringier Axel Springer. 14 Oct 1999. Archived from the original on 2013-06-23. Retrieved 2011-01-30.
- Croatian Memorial-Documentation Center of the Homeland War (بالكرواتية)